# Cunningham Island, Western Australia
Cunningham Island är en ö i Australien. Den ligger i delstaten Western Australia, omkring 1 600 kilometer norr om delstatshuvudstaden Perth.